# Kupres (kommun i Serbiska republiken)
Kommunen Kupres (serbiska: Opština Kupres, kyrillisk skrift: Општина Купрес, tidigare: Srpski Kupres) är en kommun i Serbiska republiken i västra Bosnien och Hercegovina. Kommunen hade 300 invånare vid folkräkningen år 2013, på en yta av 44,62 km². Invånarantalet gör Kupres till en av landets minsta kommuner. Huvudort är Novo Selo.
Av kommunens befolkning är 100 % serber (2013).
Före Bosnienkriget utgjorde dagens område den norra delen av kommunen Kupres, men efter gränsdragningen i Daytonavtalet delades denna mellan entiteterna: federationen Bosnien och Hercegovina (vilken fick lejonparten av kommunen, däribland själva orten Kupres) och Serbiska republiken. Bosnienkriget hade medfört stora demografiska förändringar och kroater utgör sedan dess majoritetsbefolkningen i den andra delen av Kupres medan de flesta serberna har flytt, däribland till den serbiska delen av Kupres.